# 扇町通

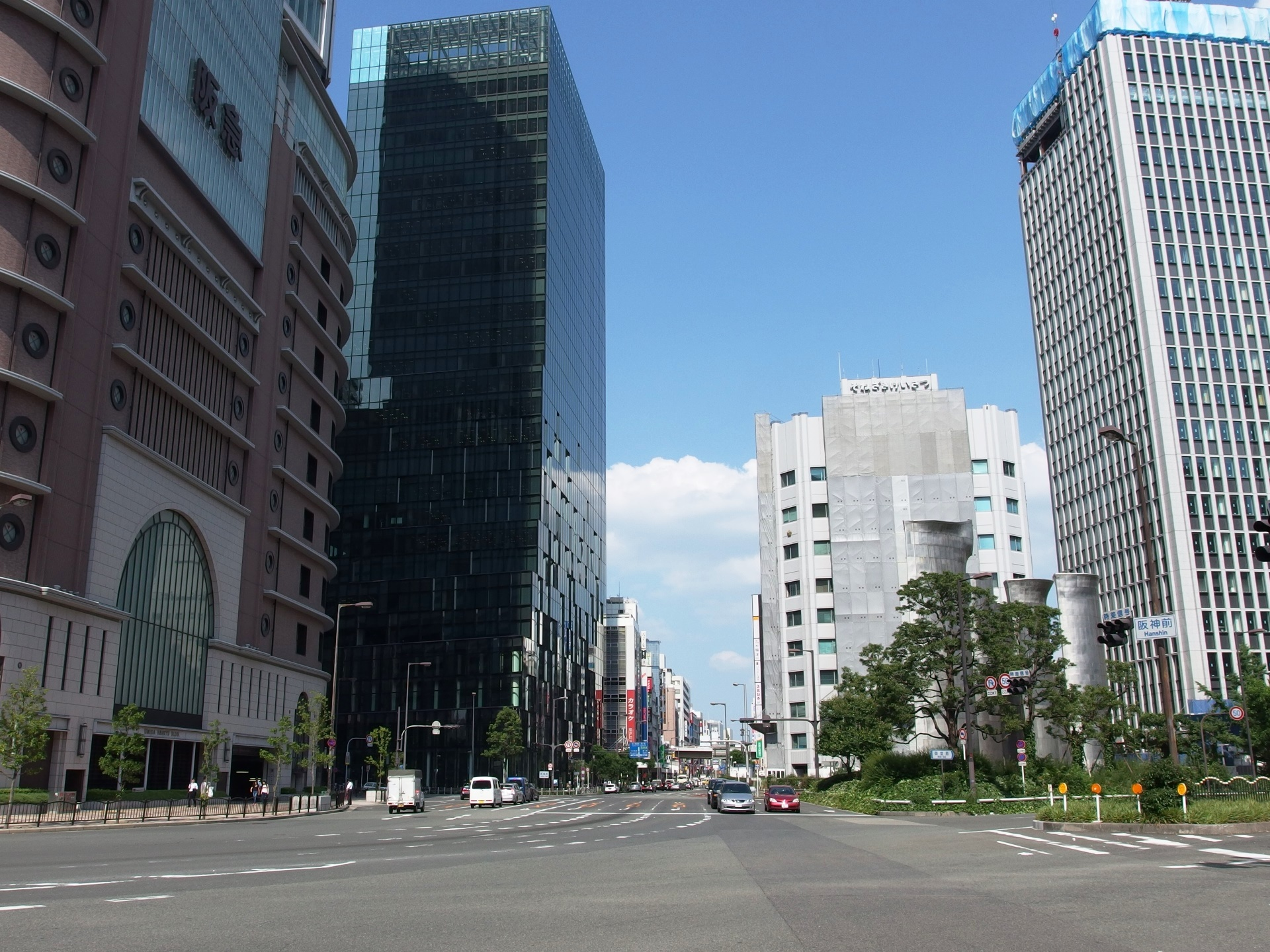
阪神前交差点

扇町通（おうぎまちどおり）は、大阪市内を東西に走る道路の一つ。正式名称は大阪都市計画道路（大阪市道）大阪駅前線（おおさかえきまえせん）である。総延長が約1.3キロメートル (km) で、道路愛称名のついている大阪市内の幹線道路の中では一番距離が短い。

## 概要

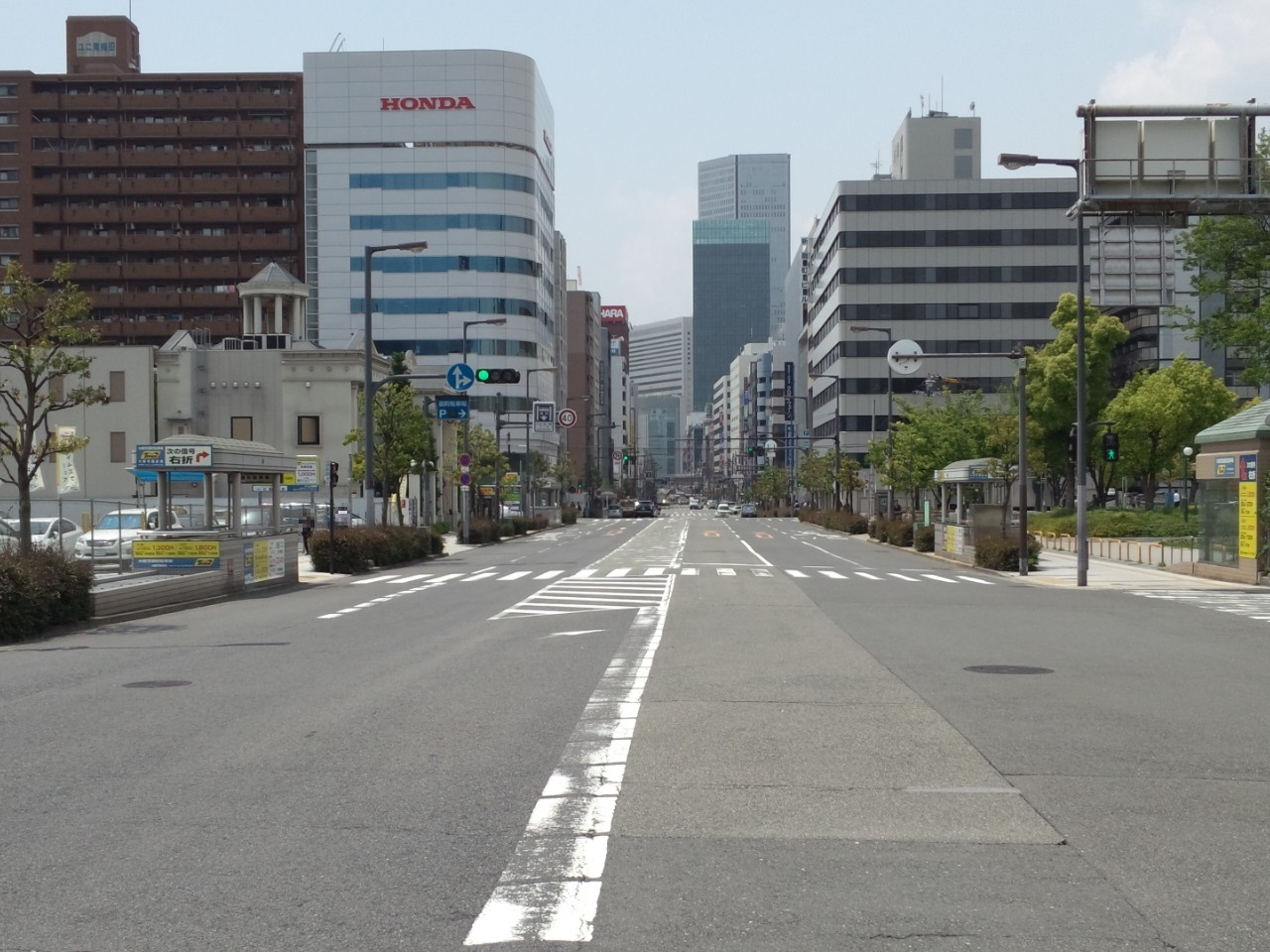
扇町ランプ付近から梅田方面を望む

区間は大阪市北区の阪神前交差点から同区の扇町交差点までで、全線が片側2車線の4車線道路となっている。
- 路線名
  - 大阪市道大阪環状線(主要地方道) -（阪神前 - 阪急前）
  - 都市計画道路大阪駅前線 -（阪神前 - 阪急前）
  - 一般市道扇町公園南通線 -（阪神前 - 扇町）

阪神前交差点から曽根崎東交差点（新御堂筋との交点）の間には地下街「ホワイティうめだ」がある。待ち合わせ場所として有名な「泉の広場」は曽根崎東交差点の直下にある。
阪神前交差点から神山交差点の間は、周辺が繁華街ということもあり路上駐車などで車線が塞がれている場合が多く、渋滞が発生しやすい区間である。阪急前交差点 - 曽根崎東交差点の間にある大阪シティバスの大阪駅前（曽根崎警察署前）バス停では、夜になるとバス停がタクシーで占拠されバスがバス停に近づけなくなる。そのため乗車の際には乗客はバス停からバスまで1車線分歩く必要があるなど、不便を強いられている。
なお、神山交差点では西天満交差点・難波橋北詰（それぞれ曽根崎通・堺筋と接続）からの都市計画道路本庄西天満線と交差しているが、この道路は中崎町駅付近で都島通と接続する計画がある。
かなり短い期間であったが、大阪市電梅田空心町線が運行していたこともある。ただし、開通した区間は阪急前と扇橋（現在の扇町）の区間のみ（現在の扇町通の区間）で、扇橋 - 空心町（現在の東天満交差点）間は開通することなく、廃止になった。扇橋では天神橋筋を通る市電と接続していたものの、乗り入れてはなかった。
戦後、1960年9月27日に大阪市営トロリーバスが2号線の大阪駅前 - 森小路1丁目（現在の関目高殿駅付近）の一部として扇町通で運行を始めたが、こちらもわずか9年後の1969年10月1日に廃止となった。

## 沿線
北区
- 大阪駅
- 梅田駅
- 東梅田駅
- 阪神百貨店梅田本店
- 阪急百貨店うめだ本店
- 曽根崎警察署
- 富国生命ビル
- アベニューこまつばら
- 梅田ピカデリー（松竹直営の映画館）
- 綱敷天神社
- 大阪東急REIホテル
- 太融寺
- 北税務署
- 大阪市水道局扇町庁舎
- 扇町公園
  - 扇町プール
- 扇町駅
- 天神橋筋商店街

なお、神山交差点以西では北側に阪急東通商店街が並行している。

## 接続する主な道路
| 接続する道路 南← 〈扇町通〉 →北                     | 接続する道路 南← 〈扇町通〉 →北             | 接続する場所 | 接続する場所 |
| --------------------------------------------------- | ------------------------------------------- | ------------ | ------------ |
| 市道南北線（大阪中央郵便局方面）                    |                                             |              |              |
| 〈御堂筋〉 国道176号                                | 国道176号                                   | 阪神前       | 大阪市北区   |
| 〈御堂筋〉 都市計画道路大阪駅前線                   | 〈都島通〉 市道大阪環状線                   | 阪急前       | 大阪市北区   |
| 〈新御堂筋〉 国道423号                              | 〈新御堂筋〉 国道423号                      | 曽根崎東     | 大阪市北区   |
| 都市計画道路本庄西天満線 （難波橋北詰・西天満方面） | 都市計画道路本庄西天満線 （延伸事業中）     | 神山         | 大阪市北区   |
| 阪神高速12号守口線 （高架下は扇町バイパス）         | 阪神高速12号守口線 （高架下は扇町バイパス） | 扇町出入口   | 大阪市北区   |
| 〈天神橋筋〉 府道14号大阪高槻京都線                 | 〈天神橋筋〉 府道14号大阪高槻京都線         | 扇町         | 大阪市北区   |
| （樋之口町・源八橋西詰方面）                        |                                             |              |              |

※注釈
1. ↑  難波橋北詰 - 西天満交差点間は北行の一方通行であるため、神山交差点からは西天満交差点までしか通行できない。
2. ↑  乗り入れはできないが地下で立体交差している。

## バス停
- 曽根崎警察署 - 大阪シティバス
- 太融寺町 - 大阪シティバス
- 扇町 - 大阪シティバス